# Imperial County
Imperial County ist ein County im Südosten des US-Bundesstaates Kalifornien. Der Verwaltungssitz (County Seat) ist El Centro.
1907 aus dem östlichen San Diego County gebildet, ist es das jüngste County in Kalifornien.

## Geschichte
Im Imperial County liegt eine National Historic Landmark, die Yuma Crossing and Associated Sites. Zehn weitere Bauwerke und Stätten des County sind im National Register of Historic Places eingetragen.
Von der COVID-19-Pandemie 2020 war Imperial County besonders stark betroffen.

## Geographie
Das County hat eine Fläche von 11.608 Quadratkilometer. Davon sind 10.812 Quadratkilometer Land und 795 Quadratkilometer Wasser. Der Colorado River bildet die östliche Grenze. Ebenfalls im County liegen der Saltonsee, die Algodones-Dünen und die Chocolate Mountains. Es grenzt im Süden an Mexiko, im Osten an Arizona, im Norden an das Riverside County und im Westen an das San Diego County.
Imperial County wird vom Office of Management and Budget zu statistischen Zwecken als El Centro, CA Metropolitan Statistical Area geführt.

## Demografische Daten

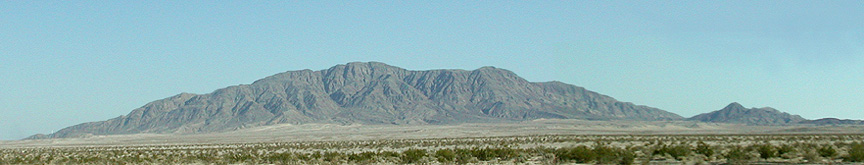
Der Signal Mountain vom Imperial Valley aus gesehen.

Nach der Volkszählung im Jahr 2000 lebten im Imperial County 142.361 Menschen. Es gab 39.384 Haushalte und 31.467 Familien. Die Bevölkerungsdichte betrug 13 Einwohner pro Quadratkilometer. Nach Rassen betrachtet setzte sich die Bevölkerung zusammen aus 49,37 % Weißen, 3,95 % Afroamerikanern, 1,87 % amerikanischen Ureinwohnern, 1,99 % Asiaten, 0,08 % Bewohnern aus dem pazifischen Inselraum und 39,08 % gehörten anderen Rassen an; 3,65 % stammten von zwei oder mehr Rassen ab. 72,22 % der Bevölkerung waren spanischer oder lateinamerikanischer Abstammung.
Von den 39.384 Haushalten hatten 46,70 % Kinder und Jugendliche unter 18 Jahre, die bei ihnen lebten. 57,70 % waren verheiratete, zusammenlebende Paare, 17,10 % waren allein erziehende Mütter. 20,10 % waren keine Familien. 17,10 % waren Singlehaushalte und in 8,10 % lebten Menschen im Alter von 65 Jahren oder darüber. Die Durchschnitts-Haushaltsgröße betrug 3,33 und die durchschnittliche Familiengröße lag bei 3,77 Personen.
Auf das gesamte County bezogen setzte sich die Bevölkerung zusammen aus 31,40 % Einwohnern unter 18 Jahren, 9,90 % zwischen 18 und 24 Jahren, 30,40 % zwischen 25 und 44 Jahren, 18,20 % zwischen 45 und 64 Jahren und 10,00 % waren 65 Jahre alt oder darüber. Das Durchschnittsalter betrug 31 Jahre. Auf 100 weibliche Personen kamen 109,30 männliche Personen, auf 100 Frauen im Alter ab 18 Jahren kamen statistisch 111,40 Männer.
Das jährliche Durchschnittseinkommen eines Haushalts betrug 31.870 USD, das Durchschnittseinkommen der Familien betrug 35.226 USD. Männer hatten ein Durchschnittseinkommen von 32.775 USD, Frauen 23.974 USD. Das Prokopfeinkommen betrug 13.239 USD. 22,60 % Prozent der Bevölkerung und 19,40 % der Familien lebten unterhalb der Armutsgrenze. 28,70 % davon waren unter 18 Jahre und 13,60 % waren 65 Jahre oder älter.

## Orte im County
Das County umfasst die Citys
- Brawley
- Calexico
- Calipatria
- El Centro
- Holtville
- Imperial
- Westmorland

sowie die CDPs
- Bombay Beach
- Desert Shores
- El Centro Naval Air Facility
- Heber
- Niland
- Ocotillo
- Palo Verde
- Salton City
- Salton Sea Beach
- Seeley
- Winterhaven

Eine Besonderheit bildet der Ort Slab City, der ausschließlich aus Wohnwagen besteht. Er liegt in der Nähe von Niland. Slab City verfügt über kein fließendes Wasser, keinen Strom und auch keine Einkaufsmöglichkeiten. Im Winter leben hier mehrere tausend Menschen, im Sommer aufgrund der Hitze dagegen nur wenige.